# Фридрих I (герцог Австрии)
Фридрих I Католик (нем. Friedrich I Christliche; ок. 1175 — 16 апреля 1198) — герцог Австрии (1194—1198) из династии Бабенбергов.

## Биография
Фридрих I был сыном Леопольда V, герцога Австрии и Штирии, и Илоны Венгерской, дочери короля Гезы II.
Перед смертью Леопольд V разделил свои владения: Австрия досталась старшему сыну Фридриху, Штирия — младшему Леопольду VI. Правление Фридриха в Австрии продолжалось недолго: в 1197 году он отправился в крестовый поход в Палестину, где и погиб.
Фридрих I не был женат и детей не имел. Ему наследовал его младший брат Леопольд VI, вновь объединивший Штирию и Австрию в единое государство.